# 南华街道 (民权县)
南华街道是中华人民共和国河南省商丘市民权县下辖的一个街道办事处。

## 行政区划
南华街道下辖以下村级行政区划单位：
贸易西社区、贸易东社区、东风社区、前进社区、伏庄村、耿集村、田庄村、潘庄村、楚洼村、刘店村、杨李庄村、屈庄村、大王庄村、戚店村、苏尧村、小王庄村、三皇店村、袁大村和袁坡楼村。